# L'ultima parola (singolo)
L'ultima parola è un singolo dell'artista italiano Roby Facchinetti, pubblicato il 18 giugno 2021, come quinto singolo del triplo album Inseguendo la mia musica.

## Descrizione
Il brano è firmato da Roby Facchinetti e Stefano D’Orazio, che aveva dedicato queste toccanti parole all’amico Valerio Negrini, dichiarando «è il brano che più mi coinvolge tra gli inediti di questo album di Roby ricco di forte emozioni». L’ultima parola, dedicato alla scomparsa improvvisa del fondatore e paroliere dei Pooh, che aveva lasciato gli amici, appunto, «senza un’ultima parola», oggi, con la perdita anche di Stefano, assume un significato ancora più profondo.
«Avevo condiviso con Stefano l’idea di uscire con questo singolo a Natale, poi avevamo scelto insieme Invisibili» racconta Roby «adesso mi trovo a uscire con un brano dedicato non solo a Valerio ma anche a lui». Anche quest’ultimo video è stato girato e diretto da Gaetano Morbioli, che con le sue meravigliose immagini, trasmette tutta la bellezza e l’immensità del significato che le parole del testo lasciano nel cuore di chi le ascolta.
Il singolo è stato abbreviato, rispetto al brano presente nell'album, per esigenze radiofoniche.

## Video musicale
Il video musicale è stato trasmesso in streaming sul canale YouTube dell'artista il 18 giugno 2021.